# برایان مندوزا
برایان مندوزا (انگلیسی: Bryan Mendoza؛ زادهٔ ۱۴ مارس ۱۹۹۳) بازیکن فوتبال اهل آرژانتین است.
از باشگاه‌هایی که در آن بازی کرده‌است می‌توان به باشگاه فوتبال پترولول پلویشت اشاره کرد.